# John Singer Sargent
John Singer Sargent (12 de gener, 1856 - 14 d'abril de 1925). Va ser un artista estatunidenc, considerat el "pintor de retrats de la seva generació" per la seva evocació de l'època eduardiana de luxe. Durant la seva carrera, va crear uns 900 olis i més de 2.000 aquarel·les, així com una infinitat d'esbossos i dibuixos al carbonet.
Sargent fou un expatriat nord-americà que es va formar a París abans de traslladar-se a Londres, arribant a gaudir de fama internacional com a pintor de retrats, encara que no sense polèmica i certa reserva crítica. Una ràpida presentació al Saló de París, el Retrat de Madame X tenia la intenció de consolidar la seva posició com a pintor de societat, però va resultar en un escàndol.
Des del principi la seva obra es va caracteritzar per la notable facilitat tècnica, especialment en la seva capacitat de dibuixar amb pinzell, que anys més tard va inspirar admiració, així com les crítiques per una suposada superficialitat. Els seus treballs per encàrrec van ser consistents amb el gran estil del retrat, mentre que els seus estudis no formals i pintures de paisatges mostren una familiaritat amb l'impressionisme.

## Obres rellevants

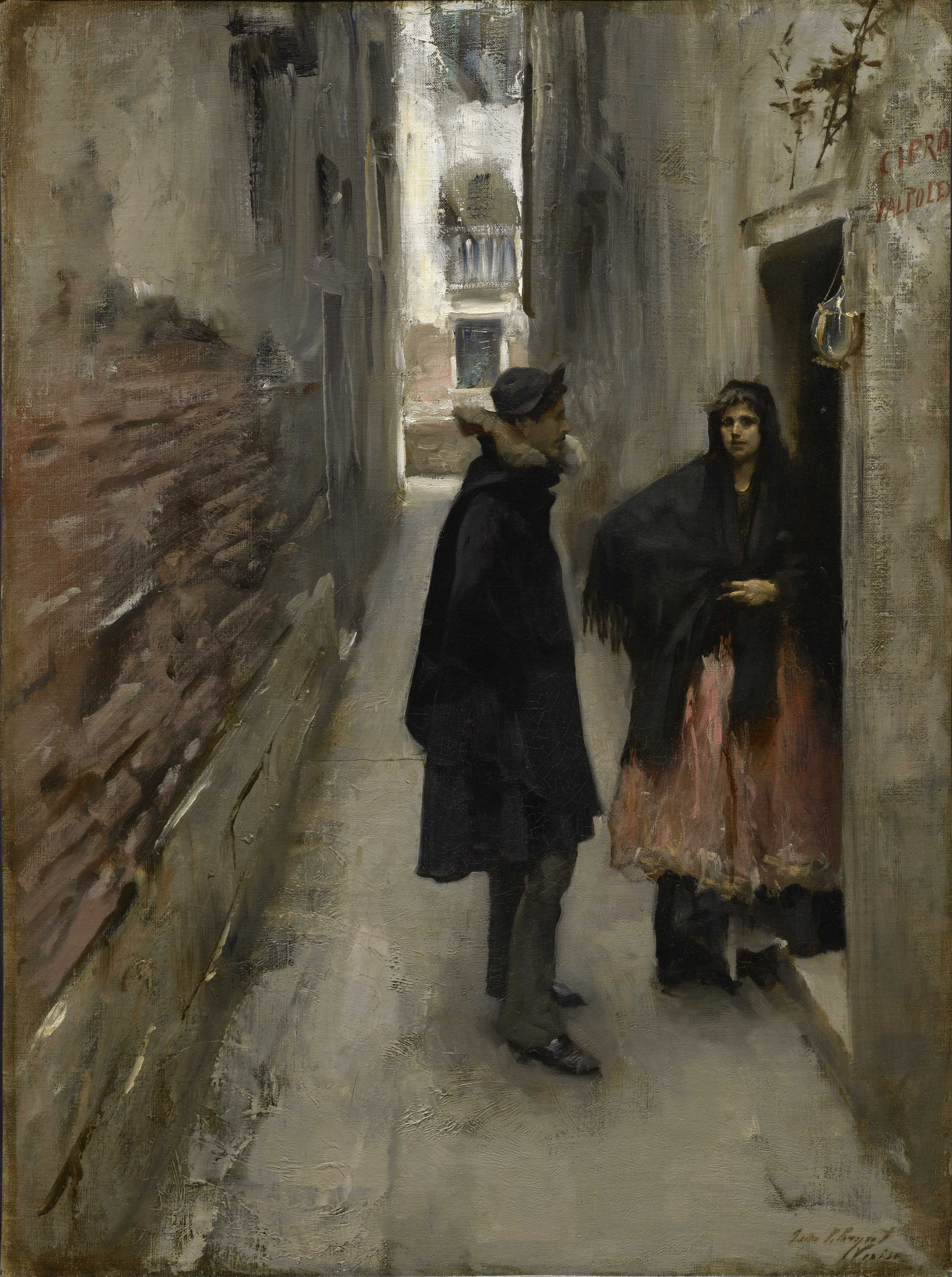
A Street in Venice, 1882, Clark Art Institute
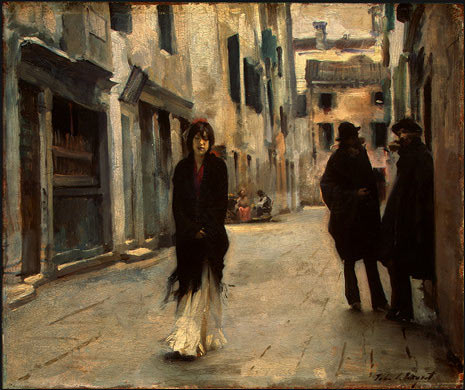
Street in Venice, c. 1882. National Gallery of Art, Washington, DC.
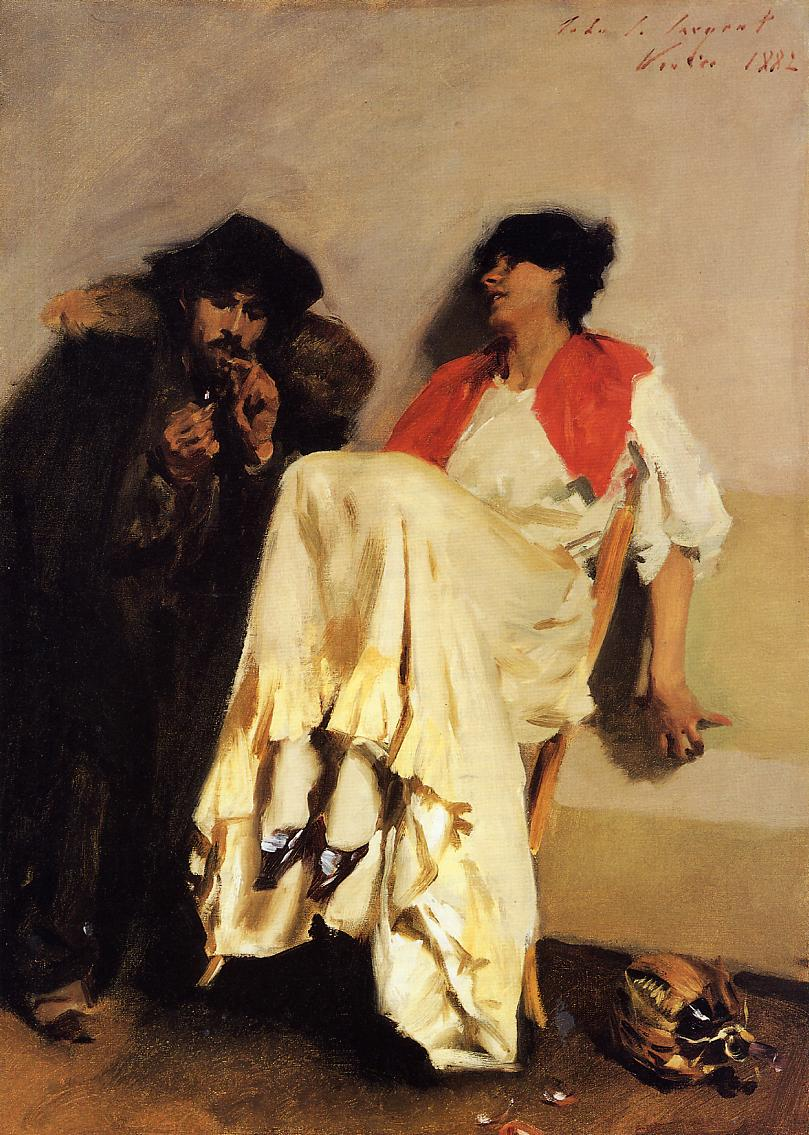
The Sulphur Match, oli sobre tela, 1882.
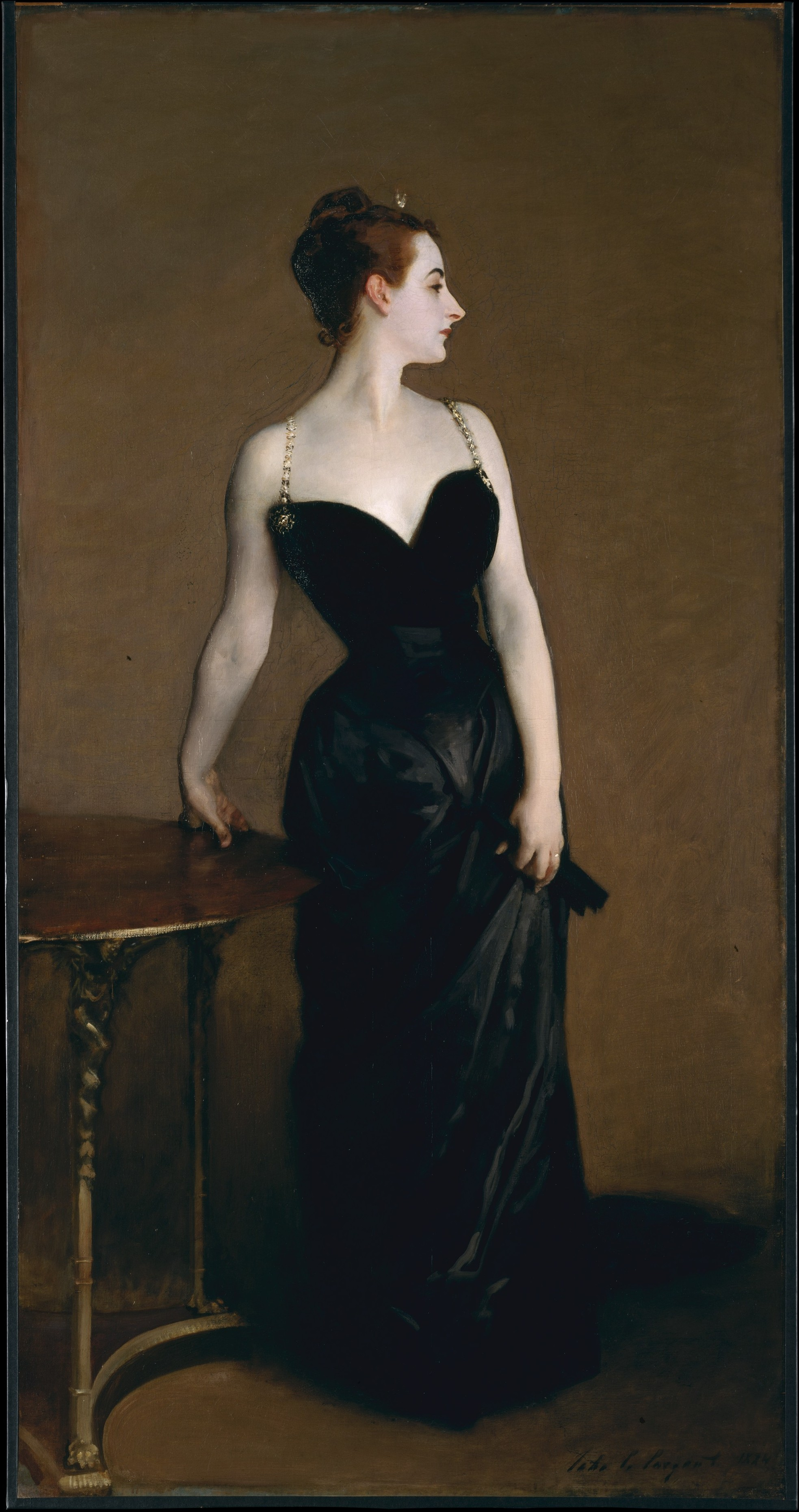
Madame X (Madame Pierre Gautreau), 1884, oli sobre tela, 234.95 x 109.86 cm, Manhattan: Metropolitan Museum of Art.
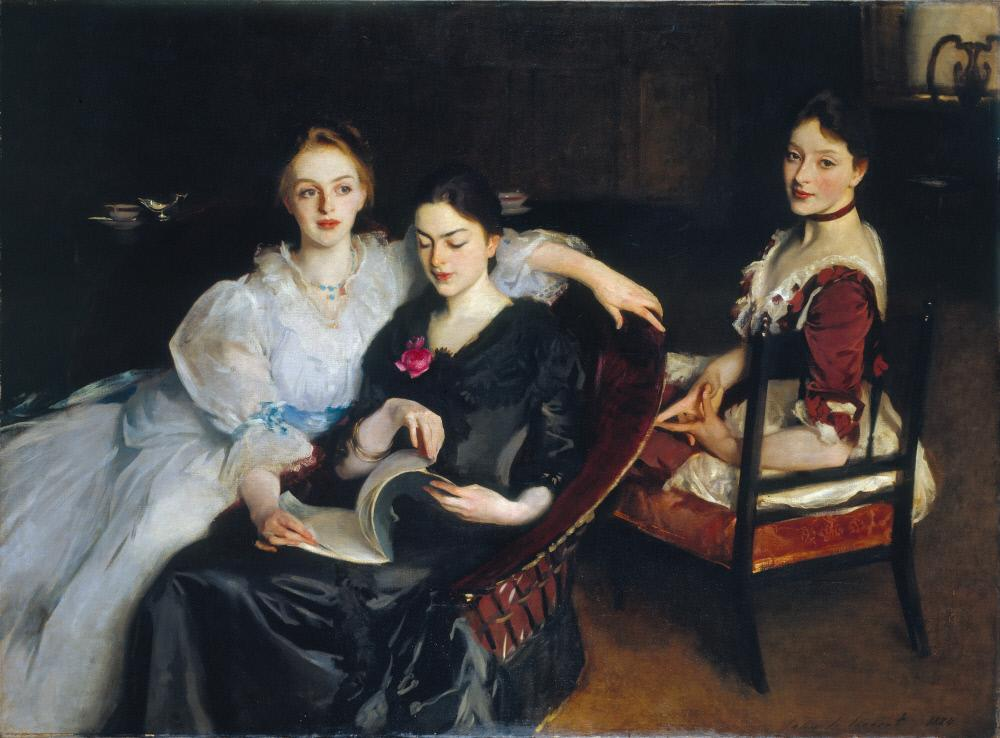
The Misses Vickers, 1884, oli sobre tela, 137.8 x 182.9 cm, Weston Park Museum.
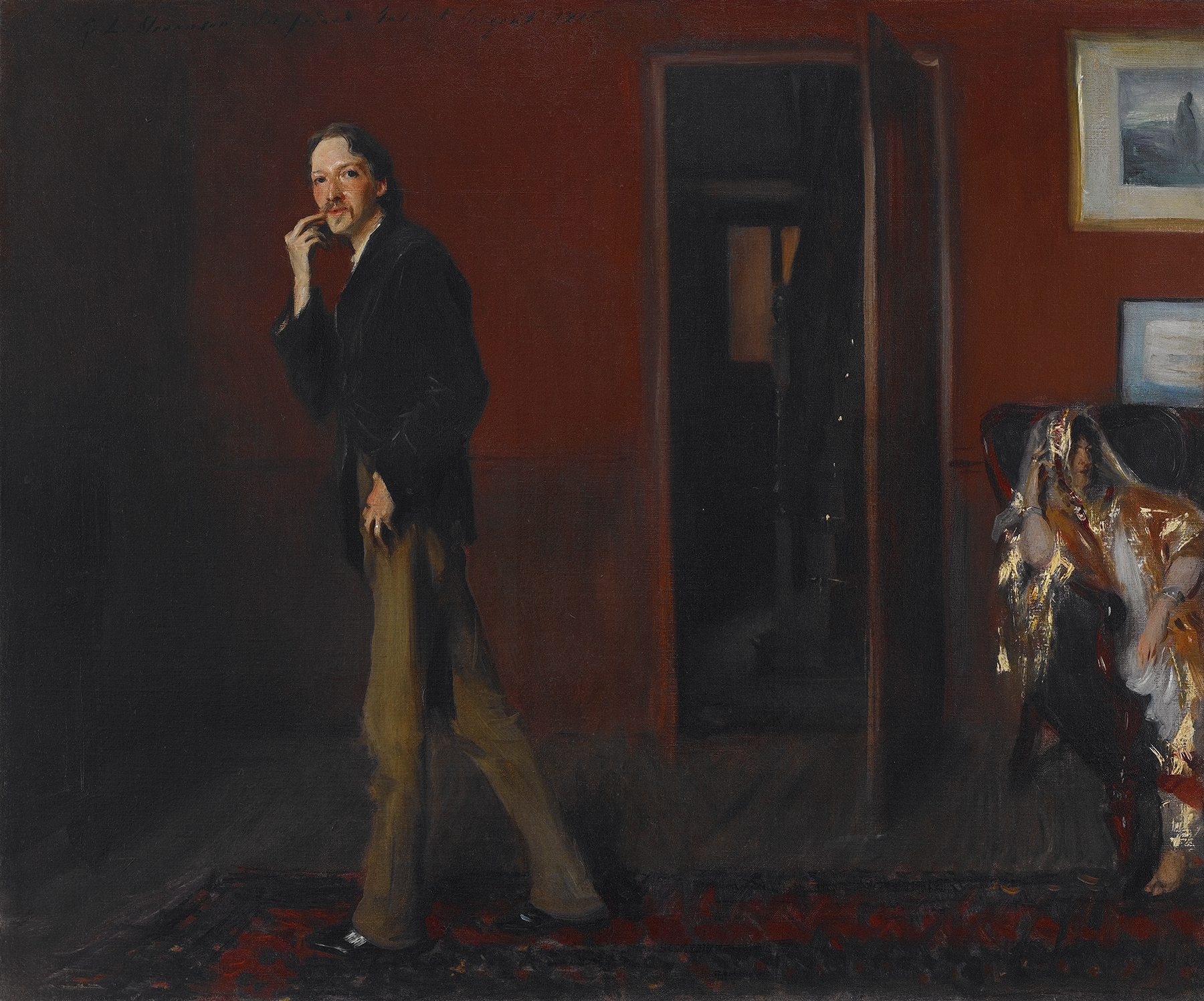
Robert Louis Stevenson and His Wife 1885, Steve Wynn collection.
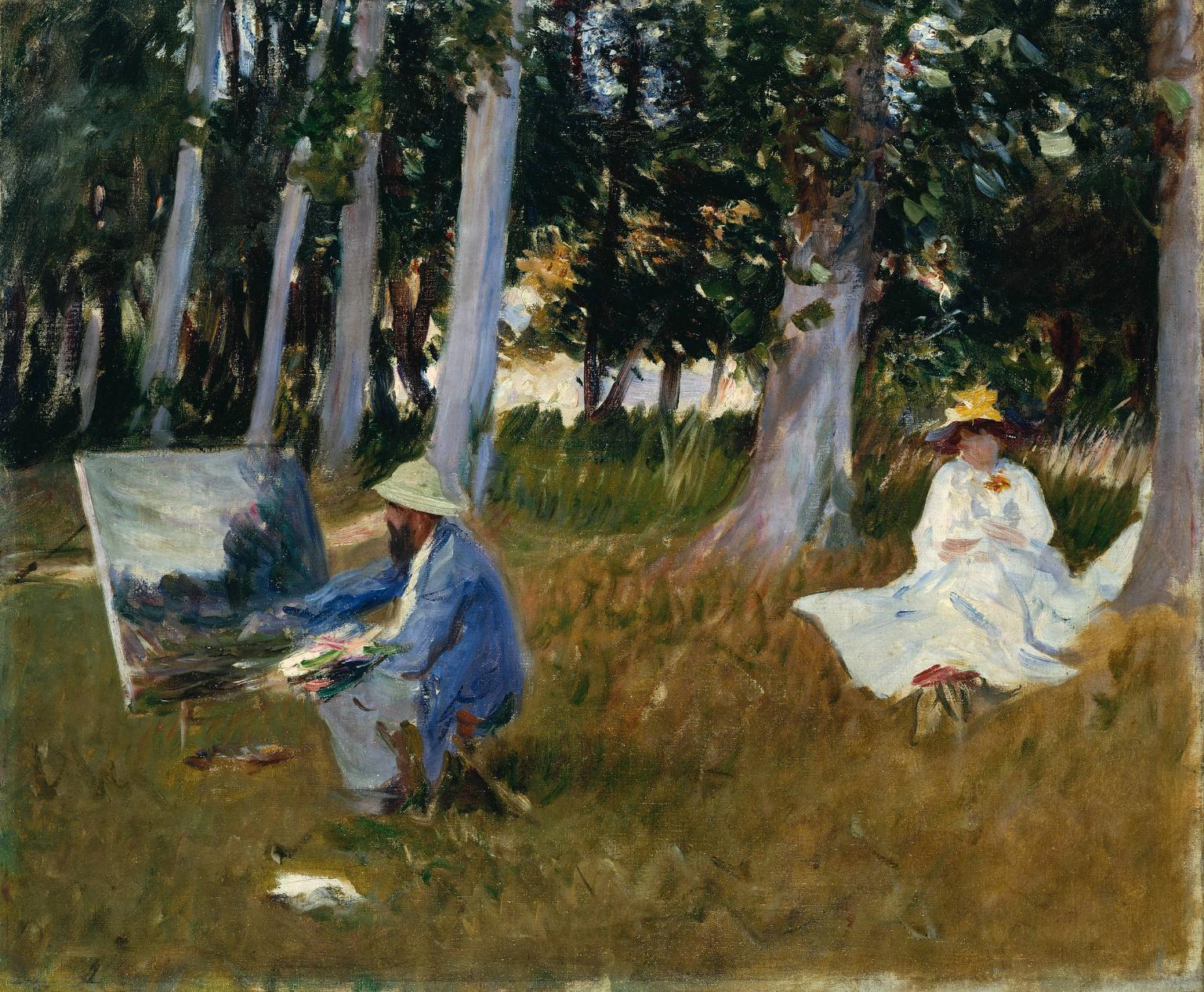
Claude Monet Painting by the Edge of a Wood 1885, the Tate, London.
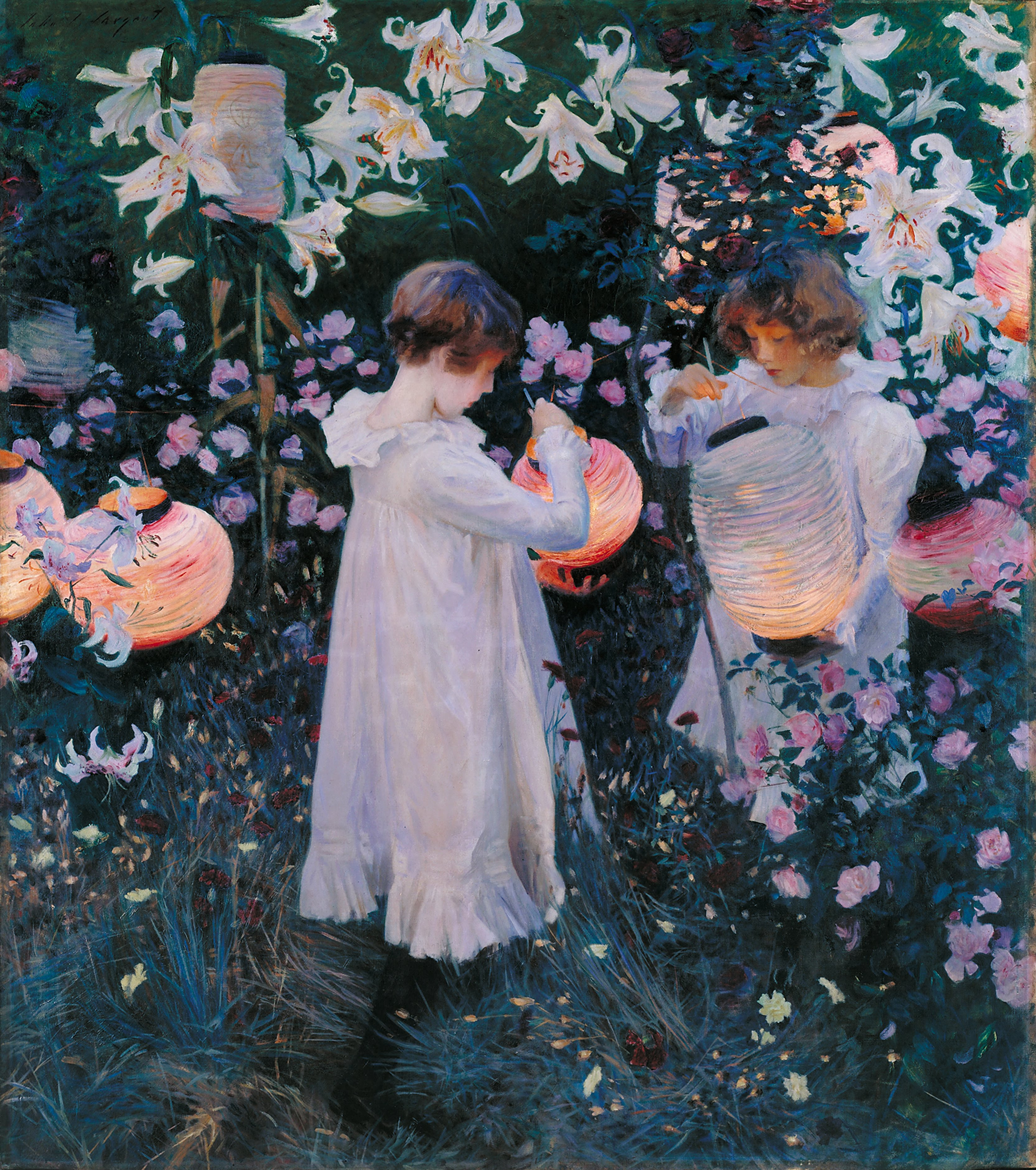
Carnation, Lily, Lily, Rose, 1885-86, the Tate, London.
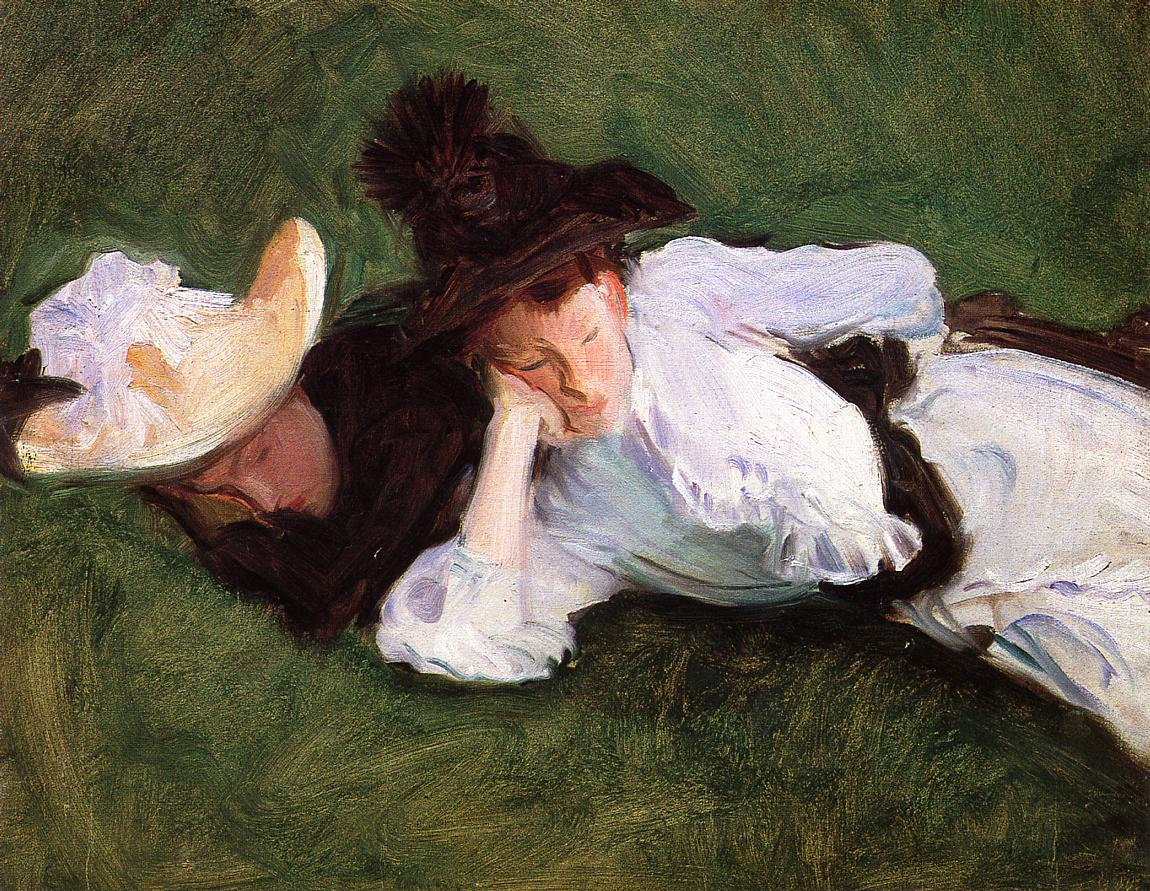
Two Girls Lying on the Grass, oli sobre tela, 1889. Metropolitan Museum of Art
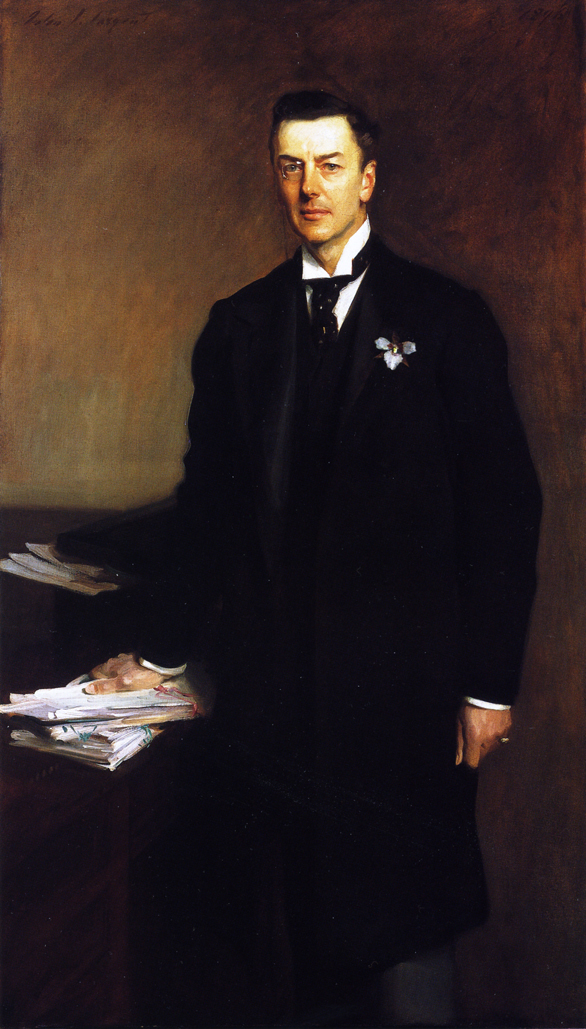
The Right Honourable Joseph Chamberlain, oli sobre tela, 1896. National Portrait Gallery, London
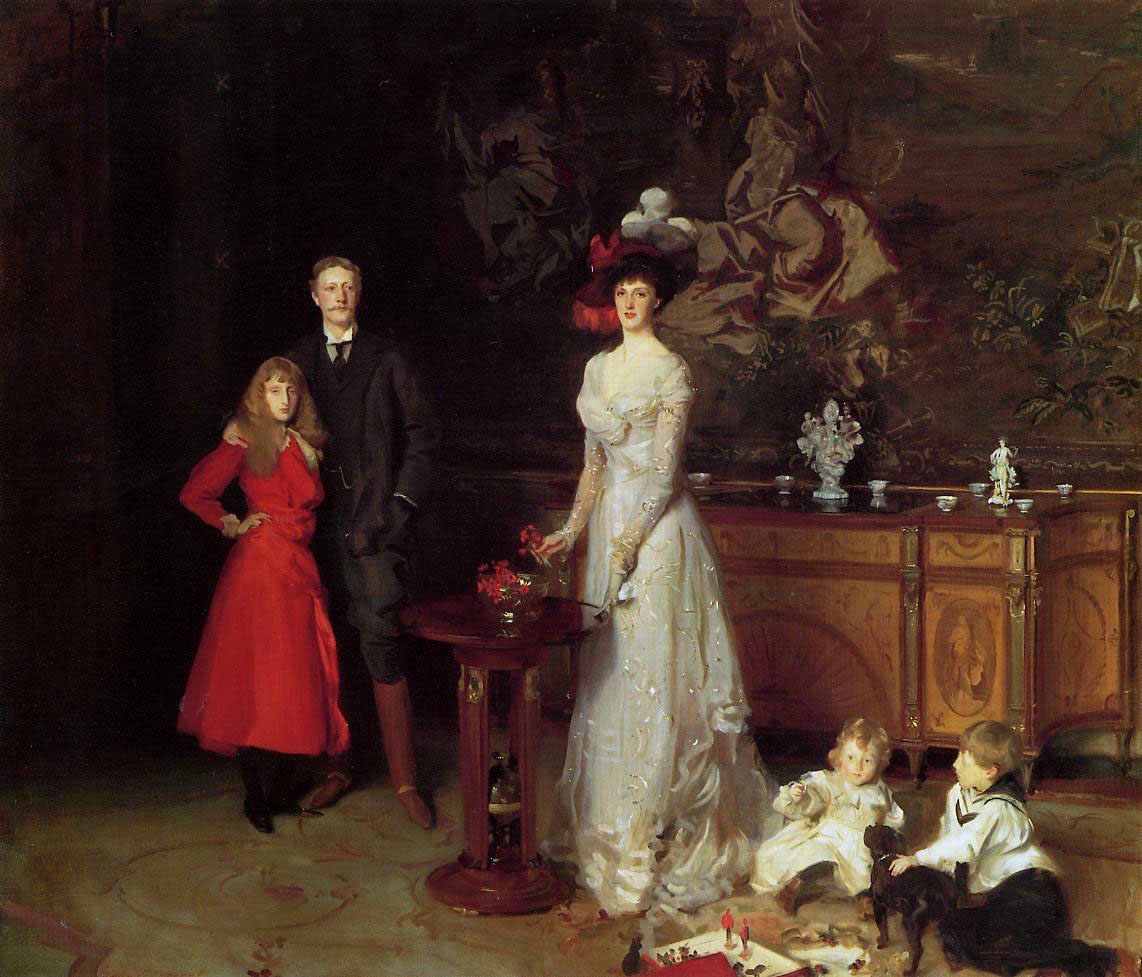
The Sitwell Family, 1900. From left: Edith Sitwell (1887 - 1964), Sir George Sitwell, Lady Ida, Sacheverell Sitwell (1897-1988), i Osbert Sitwell (1892-1969).
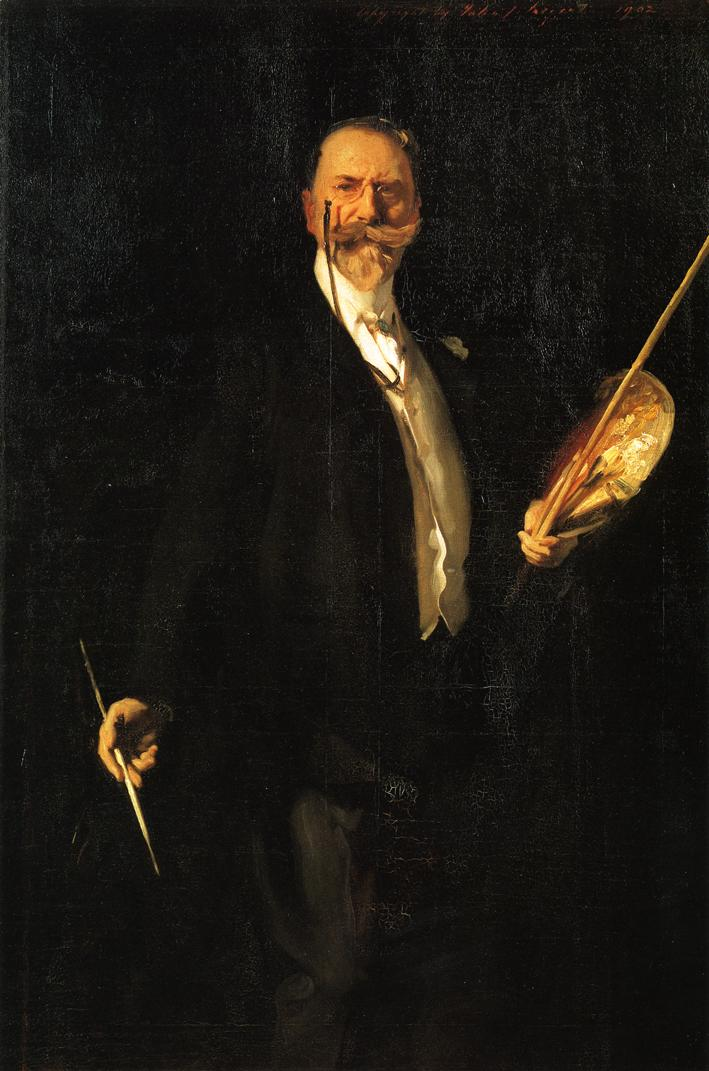
William Merritt Chase, oli sobre tela, 1902. Metropolitan Museum of Art
Winifred, Duchess of Portland, oli sobre tela, 1902
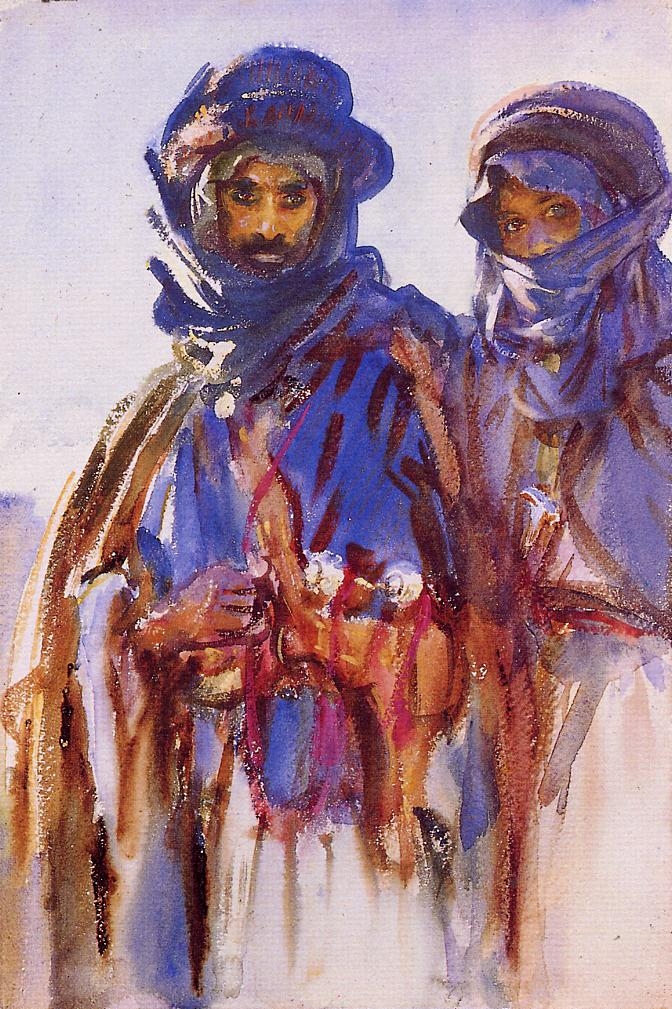
Bedouins, aquarel·la, c. 1905–1906. Brooklyn Museum of Art
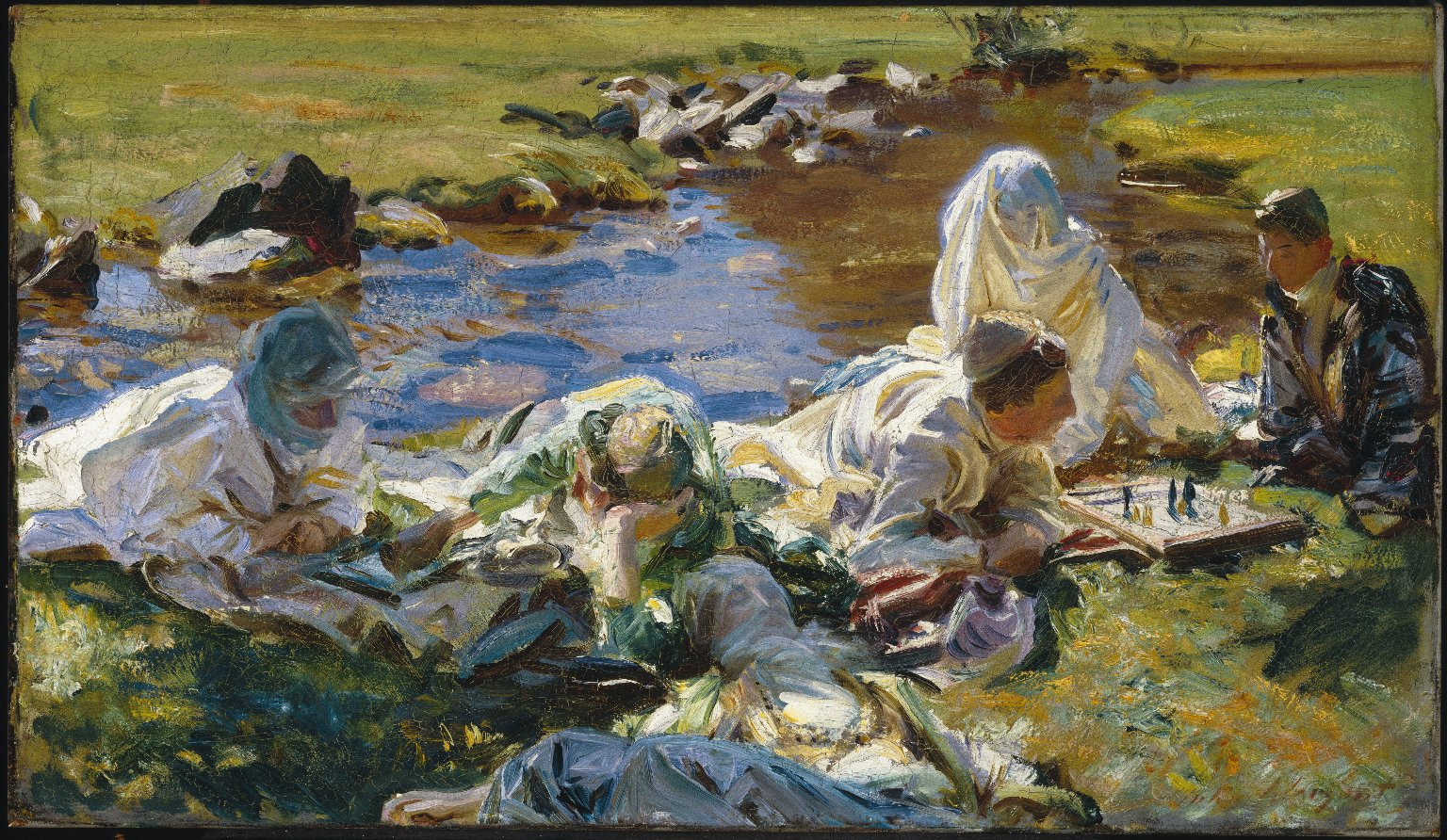
Dolce Far Niente, 1907, Brooklyn Museum of Art
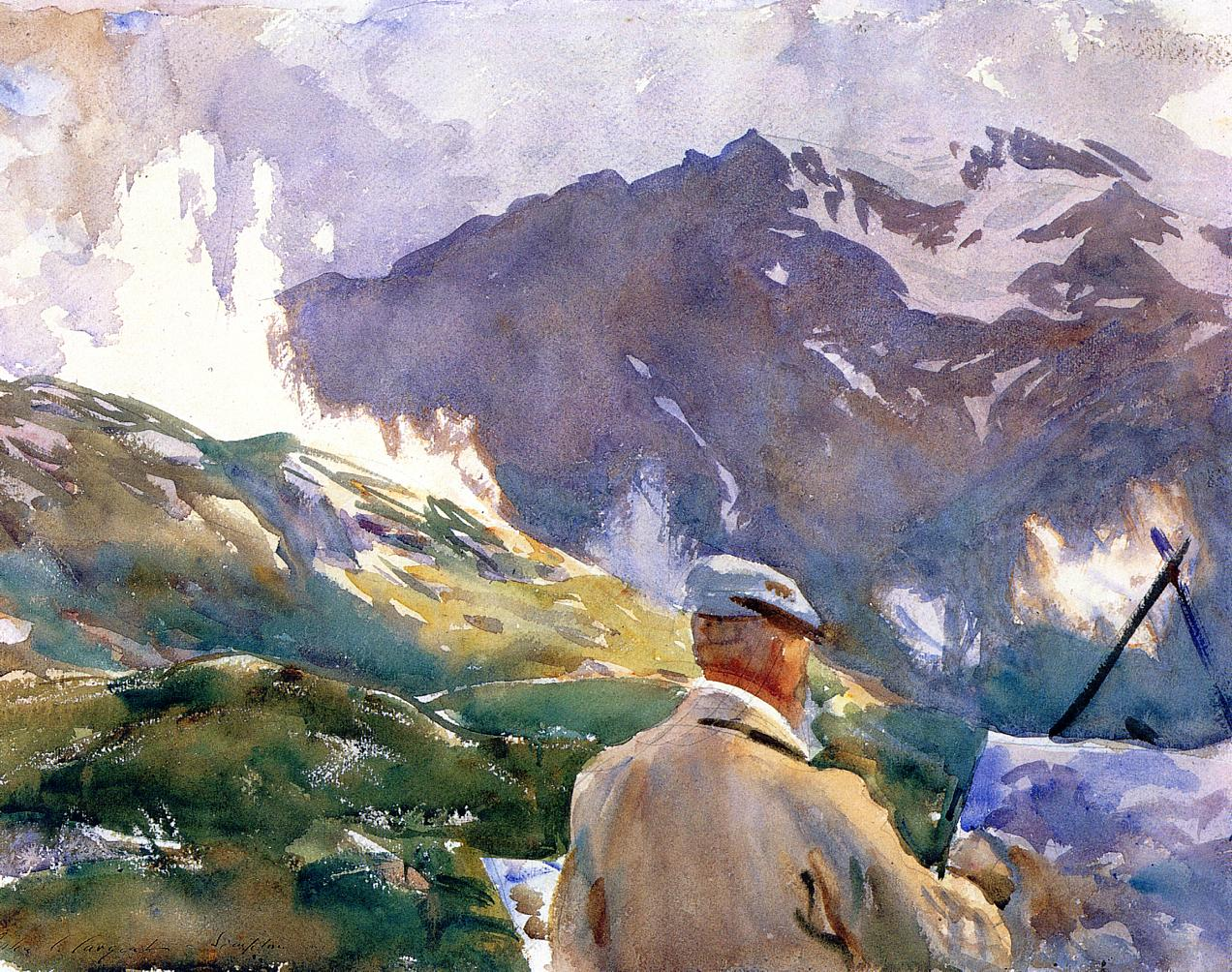
Artist in the Simplon, aquarel·la, c. 1909. Fogg Museum of Art
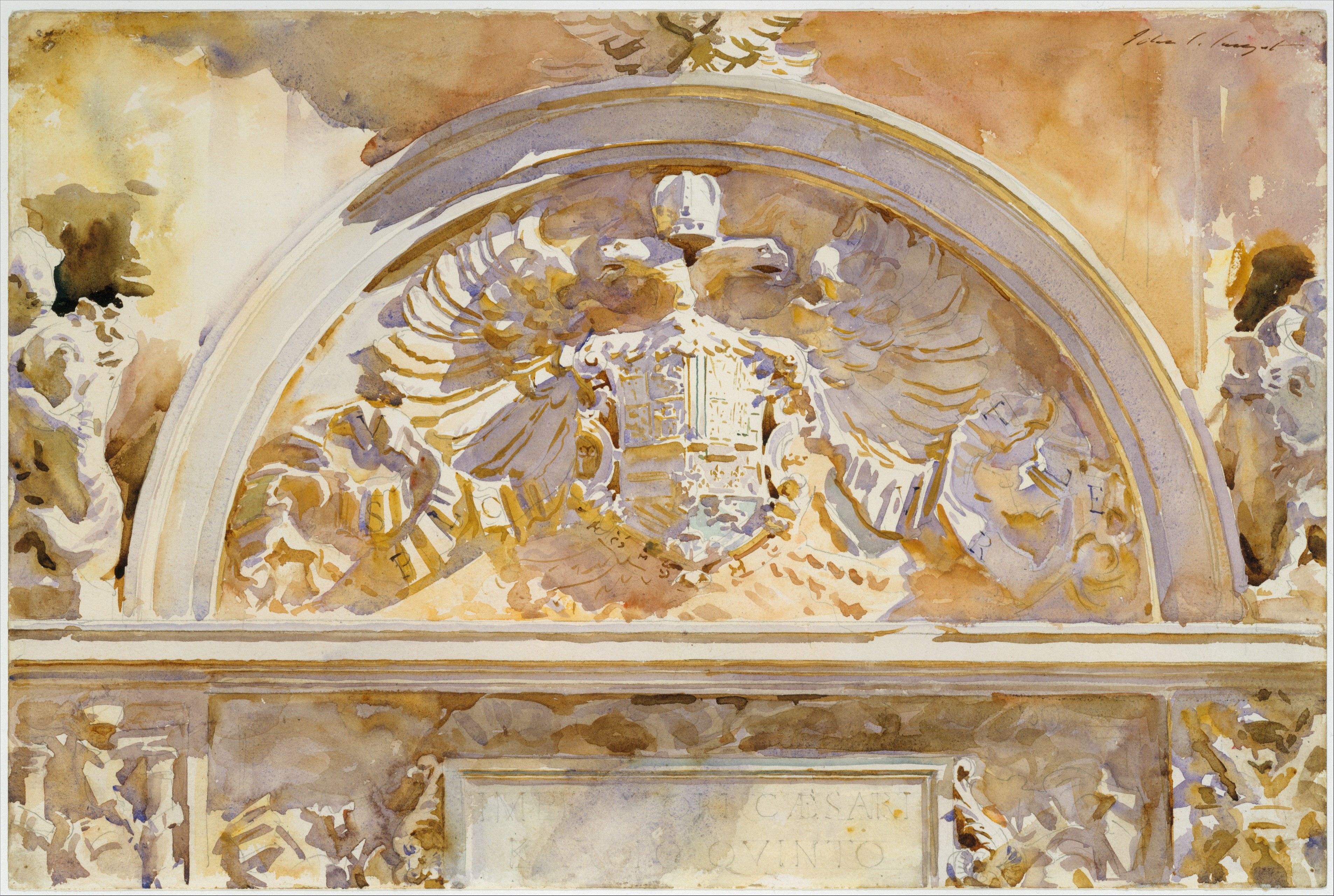
Escutcheon of Charles V, aquarel·la, 1912. Metropolitan Museum of Art
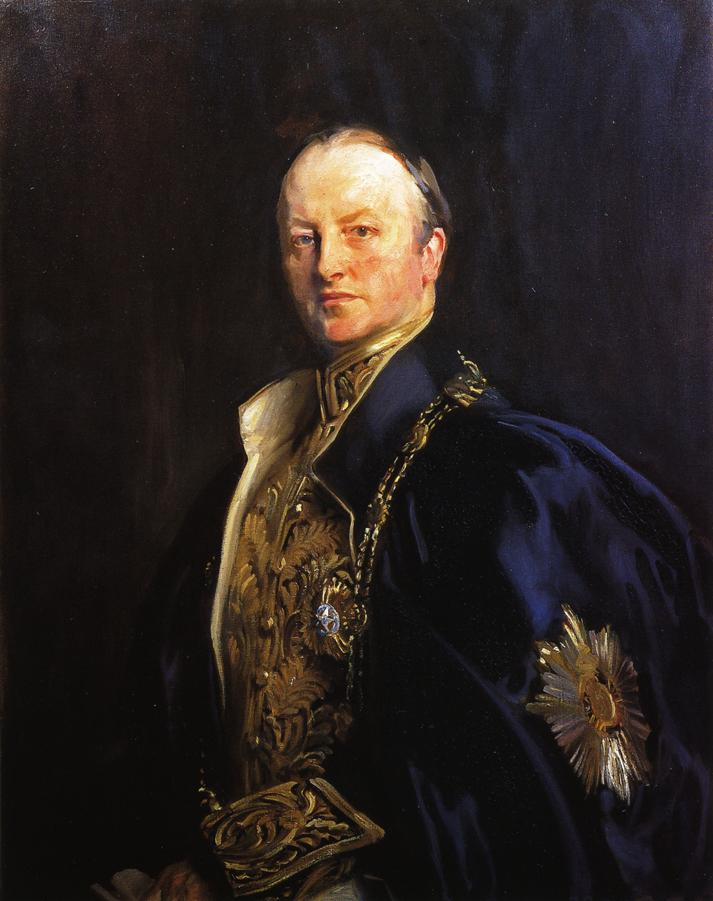
George Nathaniel Curzon, oli sobre tela, 1914. Royal Geographical Society
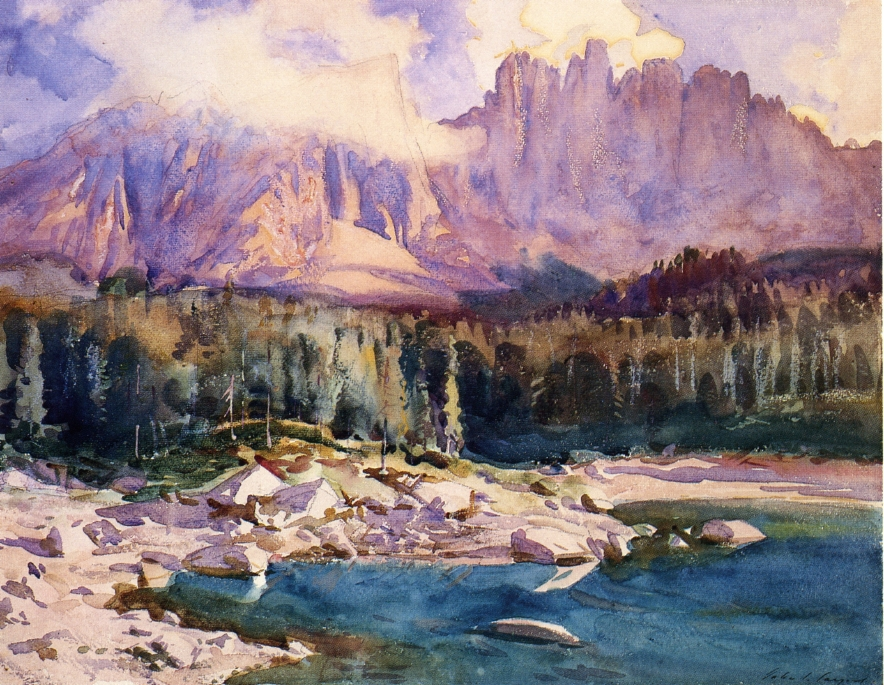
Karer See, aquarel·la, 1914
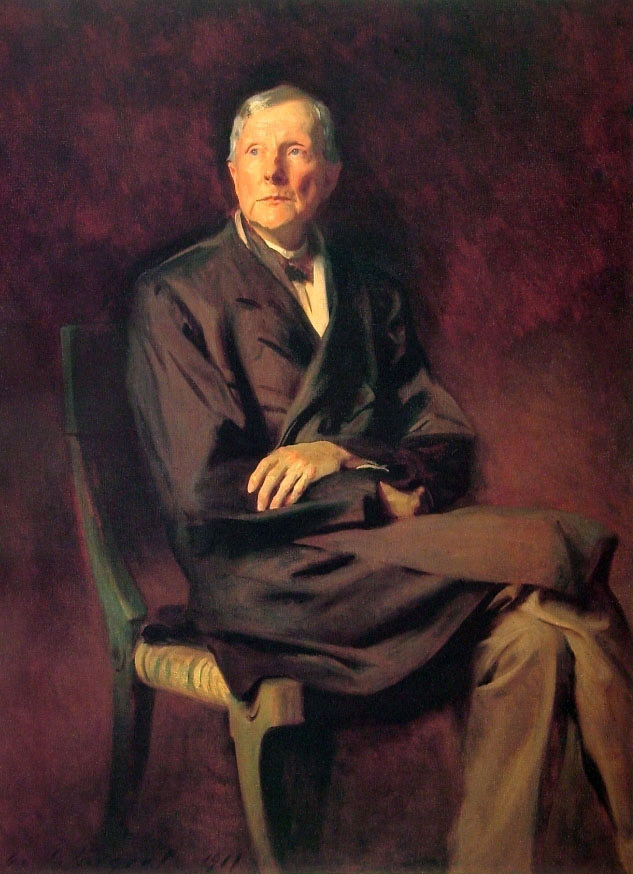
John D. Rockefeller, 1917
Gassed, 1918, oli sobre tela 231 x 611.1 cm, Imperial War Museum